# Orzolina
Orzolina is een geslacht van kevers uit de familie van de loopkevers (Carabidae). De wetenschappelijke naam van het geslacht is voor het eerst geldig gepubliceerd in 1987 door Machado.

## Soorten
Het geslacht Orzolina is monotypisch en omvat slechts de volgende soort:
- Orzolina thalassophila Machado, 1987